# Eduardo Laing
Eduardo Antonio Laing Cárcamo (Puerto Cortés, 27 dicembre 1951) è un ex calciatore honduregno, di ruolo attaccante.

## Carriera

### Club
Ha giocato nella prima divisione honduregna.

### Nazionale
Con la nazionale hondurogena ha partecipato al Mondiale 1982, nel quale ha anche segnato un gol nella partita Honduras-Irlanda del Nord (1-1), consentendo il pareggio dell'Honduras.